# Taxonomia
La taxonomia (del grec antic τάξις, taxis, que significa ‘ordenament’, i -νομία, -nomia, que significa ‘mètode’) és la ciència que tracta de la classificació, la nomenclatura i la identificació (circumscripció) dels organismes en grups basant-se en els seus trets comuns. Els organismes s'agrupen en tàxons, cadascun dels quals té una categoria taxonòmica. Es poden ajuntar diversos grups d'una mateixa categoria per formar-ne un de categoria superior, construint així una jerarquia taxonòmica. Les categories principals són el domini, el regne, el fílum, embrancament o divisió, la classe, l'ordre, la família, el gènere i l'espècie. El botànic suec Carl von Linné és considerat el fundador de la taxonomia moderna per la seva creació d'un sistema conegut com a taxonomia linneana per a la categorització dels organismes, així com de la nomenclatura binomial, per a la seva nomenclatura.
Els avenços en disciplines com la filogènia, la cladística i la sistemàtica han transformat el sistema linneà en un sistema de classificació biològica moderna articulat al voltant de les relacions evolutives entre els organismes, tant vivents com extints.

## Definició
La definició exacta de «taxonomia» varia d'una font a l'altra, però els seus eixos fonamentals sempre són la classificació, la nomenclatura i la identificació dels grups d'organismes. A tall de referència, aquestes en són algunes definicions recents:
1. La teoria i la pràctica d'agrupar individus en espècies, ordenar espècies en grups més amplis i donar nom a aquests grups per establir una classificació.

Segons l'escola cladista, que predomina avui en dia, la taxonomia és la ciència que decideix quins clades de l'arbre filogenètic es convertiran en tàxons, i a quina categoria taxonòmica hauria d'estar cada tàxon.
|  |

Hi ha altres escoles de classificació. La més important dins de les minoritàries és possiblement l'escola evolucionista, que considera que els grups parafilètics també haurien de tenir la possibilitat de convertir-se en tàxons, si els grups que els formen són prou similars entre ells i prou diferents dels clades que queden a l'exterior. Un exemple clàssic de grup parafilètic que alguns taxonomistes consideren un tàxon és el dels bacteris, parafilètics respecte als eucariotes. Un dels valedors actuals d'aquesta escola és l'investigador Thomas Cavalier-Smith.
Una altra escola, liderada per investigadors com ara Sokal, és la que afirmava que és impossible conèixer la filogènia dels organismes amb la informació que es recol·lectava, a causa del fet que els raonaments esdevenien circulars (la morfologia determinava les relacions de parentesc, i amb les relacions de parentesc s'interpretava la morfologia) i que la informació no era prou completa com per conèixer les relacions filogenètiques vertaderes. Aquests investigadors optaven per fer classificacions basant-se exclusivament en la quantitat de caràcters similars entre els organismes, sense inferir-ne cap història evolutiva.). Aquesta escola fenètica ha perdut força amb l'auge de les anàlisis de l'ADN i amb la millor interpretació del registre fòssil que hi ha avui en dia. Això es deu al fet que els grups monofilètics són més útils en un sistema de classificació que les agrupacions basades en semblances morfològiques, i avui en dia es pot determinar amb més precisió quins grups són monofilètics. Cal tenir en compte que la sistemàtica deu a aquesta escola molts mètodes d'anàlisi numèrics, amb la diferència que ara s'utilitzen com a eina per determinar la filogènia dels organismes.
Una altra escola és la que proposa una classificació lliure de categories, l'exponent més extrem de la qual sigui possiblement el PhyloCode. Tanmateix, aquesta escola no arribà mai a ser discutida seriosament a l'àmbit científic.

## Característiques dels sistemes de classificació
Més enllà de l'escola que la defineixi, la finalitat última de la taxonomia és presentar un sistema de classificació que agrupi tota la diversitat d'organismes en unitats diferenciades dins d'un sistema estable, sobre les quals puguin treballar els investigadors.
Els sistemes de classificació estan compostos de tàxons (del grec ταξα, taxa) ubicats a la seva categoria taxonòmica respectiva. La decisió de quins clades haurien d'esdevenir tàxons i la decisió de la categoria taxonòmica en la qual s'hauria de situar cada tàxon són un xic arbitràries, però existeixen certes regles no escrites que utilitzen els investigadors per tal que el sistema de classificació sigui útil. Perquè un sistema de classificació resulti útil ha de ser manejable, i per això és necessari que organitzi la informació de la forma en què sigui més fàcil de recordar. Judd et al. (2002) coincideixen que:
1. cada tàxon ha de tenir proves fiables que forma un grup monofilètic; per convertir un clade en tàxon cal que hi hagi moltes sinapomorfies que ho justifiquin, i és necessària una certa quantitat de caràcters diagnòstics que permetin diferenciar-lo de la resta de tàxons, cosa que contribuiria a l'estabilitat del sistema de classificació;
2. alguns sistemàtics donen suport a la idea que cada tàxon hauria de tenir caràcters morfològics evidents que permetin identificar-lo, cosa que contribuiria al fet que els no sistemàtics els identifiquessin i ajudaria a inferir molts aspectes de la seva biologia.
3. en la mesura del possible, els tàxons que componen un sistema de classificació haurien de tenir entre tres i set subtàxons, un nombre que la memòria humana pot gestionar amb facilitat.[9] En paraules de Davis i Heywood (1963:83): «Hem de ser capaços de situar els tàxons en tàxons de categoria superior de manera que puguem trobar-los de nou».[15]
4. Un altre criteri és l'estabilitat de la nomenclatura. Els grups que ja han rebut un nom en el passat haurien de conservar el mateix nom sempre que sigui possible.

Una vegada decidit quins clades es convertiran en tàxons, els sistemàtics han de decidir a quines categories taxonòmiques situar-los, cosa que és arbitrària. Per raons històriques, s'utilitzen les categories linneanes de classificació: regne, fílum o divisió, classe, ordre, família, gènere i espècie (vegeu la secció d'història). Els mateixos criteris que s'utilitzen per saber si cal crear un tàxon poden ser aplicats per saber a quina categoria taxonòmica situar-lo, en especial el de l'estabilitat en la nomenclatura.
Els sistemes de classificació que neixen com a resultat de la taxonomia tenen dues utilitats:
- Serveixen com a contenidors d'informació. Els científics d'arreu del món utilitzen els tàxons com a unitat de treball, i publiquen els resultats del seu treball en relació al tàxon estudiat. Per tant, els noms científics dels organismes són la clau d'accés a un immens corpus d'informació, dispers en moltes llengües i procedent de molts camps de la biologia.
- Permeten fer prediccions sobre la fisiologia, ecologia i evolució dels tàxons. Per exemple, és molt habitual que si es troba un compost d'interès mèdic en una planta s'investigui si aquest compost, o altres de similars, es troben també en altres espècies que hi estan relacionades.

## Nomenclatura
La nomenclatura científica és la subdisciplina que aplica les regles per donar nom i descriure els tàxons. Els objectius principals de la nomenclatura són (1) que cada organisme només tingui un nom correcte, i (2) que no hi hagi dos tàxons diferents que portin el mateix nom. Les regles de la nomenclatura estan escrites als Codis Internacionals de Nomenclatura. N'hi ha un per cada disciplina: de zoologia, de botànica, de bacteris i de virus, i són actualitzats sovint com a resultat dels congressos internacionals que reuneixen els científics amb aquest objectiu. Els Codis ofereixen un reglament per tal que els tàxons elegits siguin publicats de manera vàlida. Per això, necessiten un nom correcte (i una descripció, si el tàxon pertany a la categoria d'espècie) i ser publicats en alguna revista científica o llibre.
Els noms correctes dels tàxons són els que segueixen els principis de nomenclatura, definits als Codis de Nomenclatura Botànica i Zoològica, que són:
1. La nomenclatura botànica és independent de la nomenclatura zoològica (cadascuna és regida pel seu propi codi). Per tant, es pot utilitzar el mateix nom per una planta i un animal, tot i que no és aconsellable.
2. El nom de cada grup taxonòmic ha d'anar acompanyat d'un tipus. El tipus és un xic diferent segons si es tracta d'un nom de la categoria d'espècie o inferior, o d'un nom de categoria superior a l'espècie. Quan es descriu un tàxon corresponent a la categoria d'espècie o inferior a l'espècie, l'autor ha d'assignar un exemplar específic de l'espècie per a designar-lo com a exemplar tipus nomenclatural, que ha d'estar emmagatzemat en un lloc accessible (per exemple, si és una planta, en un herbari), tot i que també es poden acceptar il·lustracions. Quant als tàxons superiors a la categoria d'espècie, el nom del gènere fixa com a tipus el nom de l'espècie continguda en ell que fos descrita primer. El nom de cada tàxon superior al gènere té com a tipus el nom del gènere que fou publicat primer dins la circumscripció del tàxon. El tipus té com a fi actuar com a referència pel nom, car és l'exemplar sobre el qual es basa el nom Si hi hagués algun dubte sobre si un nom és correcte o no, cal estudiar directament el tipus. Quan un tàxon es divideix en dos, el nou tàxon que es queda el tipus antic ha de contenir el tipus, i basar la seva descripció en ell. El tipus utilitzat en la publicació original rep el nom d'holotip. Si l'holotip es perd, es pot triar un altre exemplar del material original com a tipus nomenclatural, que és denominat lectotip. Si no hi ha exemplars aptes per crear un lectotip, es pot recollir un nou exemplar per tal que faci de tipus, i en aquest cas se'l denomina neotip.
3. Existeix un únic nom correcte per cada tàxon. El nom correcte d'un tàxon és el primer que fou publicat seguint les regles. Aquest principi és conegut com a principi de prioritat.
4. Hi pot haver excepcions al principi de prioritat. D'una banda, alguns noms àmpliament utilitzats no són en realitat el nom més antic assignat al tàxon, però quan es descobreix això, el nom menys antic ja està molt estès. D'altra banda, a vegades hi ha tàxons que tenen més d'un nom correcte. Aleshores, s'afegeix el tàxon a la llista de nomina conservanda, noms que es consideren vàlids per motius pràctics.
5. Els noms científics han d'estar en llatí, o llatinitzats si el seu origen està en un altre idioma.
6. No pot haver-hi dos tàxons diferents que portin el mateix nom dins d'un mateix codi.
7. Les regles de nomenclatura són retroactives, excepte si s'indica expressament el contrari.

Quan l'aplicació estricta d'un codi resulta en confusió o ambigüitat, els problemes són portats a la seva comissió per tal que prengui una decisió al respecte. Per exemple, les decisions preses per la Comissió Internacional de Nomenclatura Zoològica (que regeix el Codi Internacional de Nomenclatura Zoològica) són publicades a la seva revista, el Bulletin of Zoological Nomenclature ('Butlletí de Nomenclatura Zoològica').

### Categories taxonòmiques
La categoria fonamental és l'espècie, car representa el tàxon clarament reconegut i diferenciat de mida més petita. Els sistemàtics, biòlegs evolutius, biòlegs de la conservació, ecòlegs, agrònoms, horticultors, biogeògrafs i molts altres científics estan més interessats en els tàxons de categoria d'espècie que en els de qualsevol altra categoria. El concepte d'espècie ha estat intensament debatut tant per la sistemàtica com per la biologia evolutiva. Molts llibres recents se centren en la definició d'espècie i l'especiació.
En animals, en especial en vertebrats de grans dimensions, el criteri de la capacitat d'hibridar és el més utilitzat per distingir espècies. En la majoria de vertebrats, els grups d'individus interfèrtils coincideixen amb els grups morfològics, ecològics i geogràfics, de manera que les espècies són fàcils de definir. Fins i tot es poden posar a provar els límits de les espècies analitzant la interfertilitat entre les poblacions. Aquest concepte d'espècie biològica fou el que dominà la literatura zoològica i, fins fa poc, també la botànica. Aquest criteri falla a l'hora de definir espècies de plantes, a causa que hi ha hibridació entre espècies que conviuen en un mateix lloc (a vegades, aquestes espècies reben el nom de «semiespècies», i el grup que les inclou on hibriden rep el nom de syngameon); que la reproducció uniparental que evita l'intercanvi genètic (i crea poblacions mínimament diferenciades, anomenades «microespècies») i, per tant, una mateixa espècie pot incloure individus situats a llocs molt llunyans (com ara a continents diferents) que en cap cas no intercanviaran material genètic entre si. Quant a les proves d'interfertilitat, en les plantes la interfertilitat de les poblacions varia entre el 0% i el 100%, i als nivells mitjans d'interfertilitat no es pot fer l'assignació d'espècie de manera inambigua segons el concepte d'espècie biològica.). Per això els sistemàtics de plantes no defineixen les espècies com a comunitats reproductives, sinó com una població o un grup de poblacions que presenten molta evidència de formar un llinatge evolutiu independent, abandonant així el concepte d'espècie biològica.
Les poblacions també són difícils de definir. Normalment es defineixen com a grups d'individus d'una mateixa espècie que ocupen una regió geogràfica més o menys ben definida i en què els individus interaccionen entre si. La mida de les poblacions pot variar entre un individu i milions d'individus, i poden durar menys d'un any o milers d'anys. Poden ser el producte de la descendència d'un sol individu, o estar rebent constantment nous immigrants, de manera que també presenten diferents nivells de diversitat genètica.
Se subdivideix una espècie en races quan es troben grups de poblacions que difereixen morfològicament entre si, encara que a vegades creixin juntes i s'hibridin amb facilitat. Se la subdivideix en subespècies si hi ha poc encavalcament geogràfic en comparació amb les races, però encara hi ha un cert grau d'hibridació. Si els migrants d'una població es veuen en desavantatge reproductiu en entrar dins una altra població, aleshores els sistemàtics consideren que les poblacions pertanyen a dues espècies diferents, clarament definides.
També es pot continuar subdividint tàxons per sota la raça, en les categories de varietat i forma.
Al seu torn, les espècies s'agrupen en tàxons superiors, cadascun en una categoria més alta: gèneres, famílies, ordres, classes, etc.
Una llista de les categories taxonòmiques generalment utilitzats inclou el domini, el regne, el subregne, l'embrancament (o divisió, en el cas de les plantes), el subembrancament o subdivisió, la superclasse, la classe, la subclasse, l'ordre, el subordre, la família, la subfamília, la tribu, la subtribu, el gènere, el subgènere i l'espècie.
Com que les categories taxonòmiques per sobre de l'espècie són arbitràries, un gènere (grup d'espècies) dins una família pot no tenir la mateixa edat ni albergar la mateixa quantitat de variació, ni de fet tenir res en comú amb un gènere d'una altra família, a part del fet que ambdós són grups monofilètics que pertanyen a la mateixa categoria taxonòmica. Els sistemàtics experimentats ho tenen ben conscient i s'adonen que els gèneres, les famílies, etc. no són unitats comparables;) tanmateix, alguns científics cometen l'error freqüent d'utilitzar aquestes categories com si ho fossin. Per exemple, és habitual veure mesures de la diversitat de plantes en forma de llista de les famílies de plantes presents en un indret donat, malgrat que el fet que aquests tàxons pertanyin a una família no vol dir res en particular. Aquesta confusió és la que portà a què es proposés l'eliminació de les categories taxonòmiques, i de fet sovint denominen els grups monofilètics amb noms informals per evitar-los (per exemples, parlen de les "angiospermes" per evitar discutir si són "magnoliofitins", "magnoliofitines", "magnoliòpsids", etc.). Més avall s'amplia aquest tema.

### Nom científic
En la nomenclatura binomial de Linné, cada espècie animal o vegetal és designada per un binomi (una expressió de dues paraules) en llatí, en què la primera paraula, o nom genèric, és compartida per les espècies del mateix gènere i la segona, l'«epítet específic», fa al·lusió a alguna característica o propietat distintiva. Es pot referir al color (albus, "blanc"; cardinalis, "vermell cardenal"; viridis, "verd"; luteus, "groc"; purpureus, "púrpura", etc.), a l'origen (africanus, "africà"; americanus, "americà"; alpinus, "alpí"; arabicus, "àrab"; ibericus, "ibèric", etc.), a l'hàbitat (arenarius, "que creix a la sorra"; campestris, "dels camps"; fluviatilis, "dels rius"; etc.), homenatjar una personalitat de la ciència o de la política, o seguir qualsevol altre criteri. No cal que el nom sigui llatí, només cal que estigui llatinitzat. Els noms de gèneres sempre porten la primera lletra en majúscula, mentre que els adjectius específics sempre van en minúscula. Als textos manuscrits, se sol subratllar els noms científics en lloc d'escriure'ls en cursiva.
Quan s'escriu el nom de l'espècie, l'epítet específic no es fa servir mai sol, i és obligatori que estigui precedit pel nom del gènere, de manera que el nom de l'espècie sigui el binomi complet. L'ús de la primera lletra del nom del gènere davant de l'epítet específic també és acceptable un cop el nom ja ha estat mencionat de forma completa a la mateixa pàgina o en un article petit. Així, per exemple, el cuc de terra fou anomenat Lumbricus terrestris per Linné, i si el nom ja ha aparegut abans a l'article, pot tornar a ser mencionat com a L. terrestris. Quant als tàxons situats a la categoria de gènere i superior, els noms són uninominals (consten d'una única paraula) i sempre s'escriuen amb la primera lletra en majúscula. Com que els Codis de Nomenclatura prohibeixen que dins d'un Codi hi hagi dos tàxons amb el mateix nom, no poden existir dos gèneres amb el mateix nom (ni tampoc dos tàxons de categoria superior al gènere amb el mateix nom), però com que l'adjectiu específic de les espècies només s'utilitza després del nom del gènere, pot haver-hi dues espècies diferents, pertanyents a gèneres diferents, que comparteixin el mateix adjectiu específic. Un cop fixat, un nom no és substituït per un altre si no hi ha un motiu taxonòmic. Per exemple, un roure que creix als afores de Madrid fou batejat com a Quercus pyrenaica de manera incorrecta, car no es troba als Pirineus, però aquesta circumstància no justifica un canvi de nom.
Mentre que a l'època de Linné els noms eren senzills i descriptius, últimament s'han registrat noms científics insòlits: l'aranya Pachygnatha zappa, perquè té una taca a l'abdomen igual que el bigoti de l'artista Frank Zappa; algunes mosques xucladores de sang del gènere Maruina: M. amada, M. amadora, M. cholita, M. muchacha, M. querida, M. chamaca, M. chamaguita, M. chica, M. dama, M. nina, M. tica i M. vidamia, tots adjectius afectuosos; un dinosaure que fou anomenat Bambiraptor en referència a Bambi, el cérvol de la pel·lícula de Disney, que tenia una mida petita; el mol·lusc bivalve Abra cadabra (tot i que més tard se'l canvià de gènere) i potser el cas més destacat: el gènere d'aranyes brasileres Losdolobus, anomenat així perquè els investigadors que el descrigueren, volent homenatjar dos argentins que hi havien col·laborat, els demanaren que inventessin un nom pel nou gènere, que quedà com a Losdolobus per "los dolobus", terme del lunfardo argentí no traduïble en una enciclopèdia.
Quant a les restriccions per anomenar els tàxons, els gèneres i espècies no en tenen (tret del fet que han d'estar en llatí o llatinitzats), però en les categories superiors al gènere a vegades cal que tinguin un sufix en particular, com s'indica a la taula següent:
| Categoria taxonòmica    | Plantes  | Algues    | Fongs      | Animals | Eubacteris |
| ----------------------- | -------- | --------- | ---------- | ------- | ---------- |
| Divisió/Embrancament    | -phyta   | -phyta    | -mycota    |         |            |
| Subdivisió/Embrancament | -phytina | -phytina  | -mycotina  |         |            |
| Classe                  | -opsida  | -phyceae  | -mycetes   |         | -Ia        |
| Subclasse               | -idae    | -phycidae | -mycetidae |         | -idea      |
| Superordre              | -anae    | -anae     | -anae      |         |            |
| Ordre                   | -ales    | -ales     | -ales      |         | -ales      |
| Subordre                | -ineae   | -ineae    | -ineae     |         | -ineae     |
| Infraordre              | -aria    | -aria     | -aria      |         |            |
| Superfamília            | -acea    | -acea     | -acea      | -oidea  |            |
| Epifamília              |          |           |            | -oidae  |            |
| Família                 | -aceae   | -aceae    | -aceae     | -idae   | -aceae     |
| Subfamília              | -oideae  | -oideae   | -oideae    | -inae   | -oideae    |
| Infrafamília            |          |           |            |         |            |
| Tribu                   | -eae     | -eae      | -eae       | -ini    | -eae       |
| Subtribu                | -inae    | -inae     | -inae      | -ina    | -inae      |
| Infratribu              |          |           |            | -ad     |            |

Un exemple de tàxon és l'ordre Primates. En aquesta expressió, "ordre" especifica la categoria taxonòmica del grup, més ample que el de família i menys ample que el de classe. Primates és el nom en llatí específic del grup o tàxon indicat. L'ordre Primates està subordinat a la classe Mammalia (els mamífers), i inclou diverses famílies com ara la família Cebidae (cèbids, els micos americans) o la família Hominidae (homínids, la família dels humans).
A més, en el cas de les espècies cal que el nom estigui seguit pel cognom de l'autor de la seva primera descripció (normalment anomenat «autoritat») seguit de l'any en què fou descrita per primer cop. Quan actualment l'espècie és classificada en un gènere diferent al que li assignà la seva autoritat original, el nom de l'autor i l'any van entre parèntesis, com per exemple en el cas de l'estrella de mar Pisaster giganteus (Stimpson, 1857).

## Determinació o identificació d'organismes
Un cop s'ha obtingut un sistema de classificació estable amb tots els tàxons correctament anomenats, neix la subdisciplina de la determinació, anomenada també identificació, dels organismes. La determinació és la disciplina que situa un organisme desconegut dins d'un tàxon conegut del sistema de classificació, per mitjà dels seus "caràcters diagnòstics". Per això, cal que la informació sobre els tàxons estigui disponible d'una forma accessible, i a vegades també calen altres elements com ara lupes o microscopis, per observar els caràcters de l'organisme que permeten situar-lo en un tàxon o un altre. La informació normalment està disponible en enormes llibres anomenats claus d'identificació, que tenen un sistema ("clau") que va guiant el lector vers el tàxon al qual pertany el seu organisme. Aquests llibres també reben el nom de "flores" si tracten de plantes terrestres o "faunes" en el cas d'animals. Normalment les claus d'identificació són per una regió determinada, car no serviria de res incloure-hi la informació sobre tàxons que no es troben a la regió en què s'ha trobat l'organisme a determinar.

## Història

### Orígens
Els orígens de la taxonomia es remunten als orígens del llenguatge, quan les persones començaren a anomenar amb el mateix nom organismes més o menys similars. Aquest sistema persisteix avui en dia en el que s'anomena els "noms vulgars" dels organismes. Tot i que els noms vulgars són útils pel parlar del dia a dia, aviat els naturalistes s'adonaren que necessitaven un sistema més universal i rigorós per anomenar els organismes, cosa que no responia únicament a una necessitat metodològica, sinó que també expressava la voluntat dels colonitzadors fins i tot en el terreny intel·lectual.
| « | Els noms nadius semblen perdre tota importància i repetidament els assenyalen com a noms il·legítims. Per Antonio de Ulloa: "la llengua quítxua dels inques s'assembla més a la llengua dels nens". Aparentment, els nadius no comprenien les paraules i els coneixements propis de qualsevol "societat civilitzada", com ara "Déu", "virginitat" o "immaculada concepció". Els indígenes americans tenien incomptables noms de plantes però ni una sola paraula que es pogués traduir per "arbre". Cultures la supervivència de les quals depenia del coneixement i l'ús de la vegetació que les envoltava, reconeixien nombroses plantes útils, sabien per què servien i els havien donat noms descriptius. Tanmateix, és evident que no compartien amb els naturalistes conceptes com ara espècie, gènere o classe. Per conquerir plantes estranyes, l'europeu ha de desfer-se de contingències locals i fabricar tipus ideals conformes al sistema de classificació europeu. | » |

Tanmateix, el coneixement tradicional de les cultures primitives de les espècies biològiques locals no fou ni totalment menyspreat ni ha deixat de ser utilitzat fins a l'actualitat, tant amb criteris antropològics com per la investigació farmacèutica. L'adequació o no de les taxonomies tradicionals al criteri científic ha estat objecte d'algunes investigacions (a vegades s'identifiquen com a idèntiques espècies diferents, o s'identifiquen com a diferents espècies idèntiques).

### De la taxonomia linneana aL'origen de les espècies

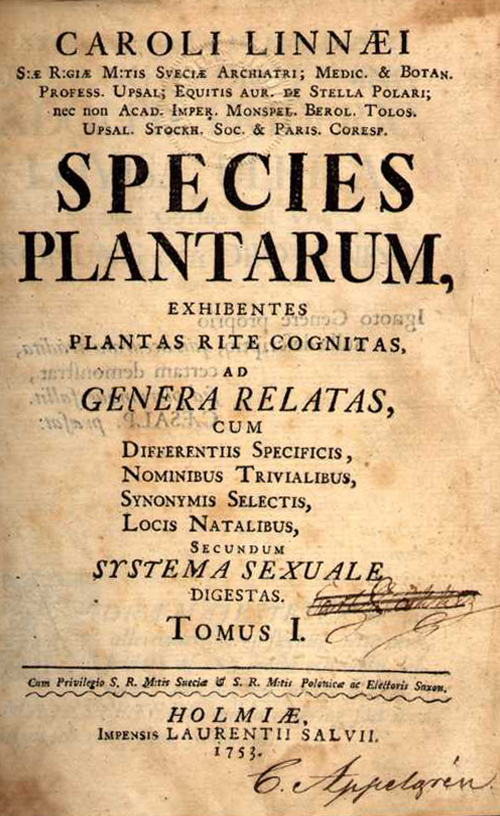
Portada de l'obra de Linné Species plantarum (1753), on s'instaurà l'ús de la nomenclatura binomial.

Durant un temps, els naturalistes feren tèbies temptatives d'ordenar la classificació disponible sobre els organismes i reglamentar-ne els noms. Però sense cap mena de dubte, fou al segle xviii que la taxonomia rebé una empenta definitiva, gràcies al naturalista suec Carl von Linné, que tenia l'ambició d'anomenar tots els animals, plantes i minerals coneguts a l'època segons les seves característiques físiques compartides, i que en normalitzà les denominacions. El1753 publicà un gegantesc treball de dos volums en què recollí i ordenà la informació disponible sobre les plantes, i que fou el que definí les bases del sistema utilitzat avui en dia. El llibre es deia Species Plantarum ("Els tipus de plantes") i estava escrit en llatí, que era l'idioma universal de l'època. En aquest llibre, les plantes estaven agrupades segons les seves semblances morfològiques. Linné fou un dels primers naturalistes a emfatitzar l'ús les semblances entre organismes per construir un sistema de classificació. D'aquesta manera, i sense saber-ho, estava classificant els organismes segons les seves semblances genètiques i, per tant, també evolutives. Proposà que aquestes petites descripcions fossin el nom utilitzat arreu del món per referir-se a cadascuna de les seves «espècies». Ell anomenà aquestes petites descripcions, o polinomis, el «nom propi de cada espècie», però afegí una important innovació que ja havia estat utilitzada abans per Caspar Bauhin (1560-1624): la nomenclatura binomial o binomis, com el «nom curt» de les espècies. Als marges del seu Species plantarum, seguida pel nom «apropiat» polinomial de cada espècie, hi escrigué una única paraula. Aquesta paraula, combinada amb la primera paraula del polinomi (avui anomenada gènere) formava un nom més curt i fàcil de recordar per cada espècie. Per exemple, l'herba gatera fou anomenada «apropiadament» amb el polinomi Nepeta floribus interrupte spicatus pedunculatis (en català, 'Nepeta amb flors amb una espiga interrompuda pedunculada'). Linné escrigué la paraula cataria al marge del nom apropiat de l'espècie, que significa ‘relacionada amb els gats’, en referència a un atribut familiar de l'espècie. Tant ell com els seus contemporanis aviat començaren a anomenar la planta amb el nom Nepeta cataria, que és el nom que persisteix avui en dia.
La nomenclatura binomial per identificar de manera unívoca les espècies resolia així els problemes de comunicació produïts per la varietat de noms locals. Al mateix temps, Linné proposà un esquema jeràrquic de classificació, on les espècies molt afins s'agrupen en un mateix gènere. La categoria de gènere ja existia, de fet; el 1694, Joseph Pitton de Tournefort forní guies per descriure gèneres: els caràcters dels gèneres havien de ser recognoscibles en tots els membres del gènere i ser visibles sense l'ús d'un microscopi. En la mesura del possible, aquests caràcters havien de pertànyer a la flor i el fruit. Linné utilitzà els gèneres, i creia que tant els gèneres com les espècies existien a la natura, mentre que les categories més altes eren només un assumpte de conveniència humana.
Linné també intentà agrupar els gèneres en famílies «naturals» (és a dir, en famílies que reflectissin les relacions que hi havia entre els organismes a la natura), tot i que no els atorgava una descripció, i el 1751 havia descrit 67 famílies, deixant molts gèneres sense ubicació. Linné buscava caràcters que es trobessin en tots els membres de cada família, però fallà en la seva recerca fins i tot en les famílies més «naturals», com ara Umbelliferae.
Des d'aleshores fins al 1789, a diversos autors, com ara Michel Adanson, els resultà evident que els caràcters variaven fins i tot dins dels grups «naturals», arribant a la conclusió que no hi ha caràcters essencials per definir un grup, i que cal definir els grups només per mitjà d'un conjunt de caràcters.
El 1789, Antoine-Laurent de Jussieu, al seu llibre Genera plantarum, descrigué tant gèneres com famílies de plantes, que posà dins de classes. La seva formació d'espècies, gèneres i famílies fou reeixida, i aquesta fundació de Jussieu és la que bàsicament es conserva avui en dia per la classificació de les plantes, per bé que amb el temps s'hi afegiren famílies, els límits de les famílies existents al llibre foren modificats, i s'afegiren més categories, com la d'ordre entre la família i la classe, o l'embrancament i el regne per sobre la classe.
Quant als animals, el 1758 Linné publicà la desena edició del seu Systema Naturae, en què llistà tots els animals coneguts per ell en aquell moment i els classificà com ho havia fet prèviament amb les plantes. Linné anomenà unes 4.000 espècies d'animals, incloent-hi Homo sapiens.
D'aquesta manera s'oferia una imatge estructurada de la relació entre espècies. El conjunt dels organismes agrupats segons les jerarquies ja mencionades constitueix el sistema de classificació dels organismes. Els sistemes de classificació poden ser «arbitraris», si només intenten agrupar els organismes per facilitar-ne la determinació d'una manera artificial (per exemple, segons la seva utilitzat pels humans), o «naturals», quan les jerarquies s'estableixen en funció de les seves afinitats a la natura. La paraula natural no fou mai definida científicament, i a l'època de Linné només volia dir que les espècies havien estat creats «naturalment» semblants a algunes i diferents d'altres. El debat entre els partidaris dels sistemes artificials i els defensors de la construcció d'un sistema natural fou un dels conflictes teòrics més intensos de la biologia dels segles xviii i xix, només resolt amb la consolidació de la teoria de l'evolució, que oferí el primer criteri demostrable de «naturalitat»: la descendència comuna. Com més semblants eren dos organismes entre si, més proper era el seu avantpassat comú i, per tant, es trobaven agrupats més a prop a la classificació. Els organismes que només comparteixen alguns caràcters tenen un avantpassat comú més llunyà i, per tant, se'ls ubica en tàxons diferents, compartint només els tàxons més alts.
El 1778, Lamarck suggerí que els caràcters utilitzats pels botànics per dividir els tàxons no havien de ser necessàriament els mateixos que els que utilitzava la gent per diagnosticar-los. Promogué l'ús de claus d'identificació, llibres que permetien als usuaris no experts identificar un organisme determinat per mitjà de caràcters fàcilment visibles.
El terme «taxonomia» fou utilitzat per primer cop pel biòleg suís Augustin Pyrame de Candolle a principis del segle xix. En termes etimològics estrictes, potser caldria considerar preferible la forma «taxinomia», però té un ús molt limitat, gairebé sempre en traduccions del francès.
Una sèrie de sistemàtics, especialment a França i Alemanya, adoptaren el concepte d'espècimen tipus. Aquests «tipus» eren plantes que es conservaven en un herbari, que representaven la forma més comuna del grup, o la forma més «perfecta» (aquests autors consideraven la simetria radial i la bisexualitat més perfectes que la resta de formes, per la qual cosa s'ha donat el cas que conservessin mutants com a exemplar tipus).
Durant diverses dècades després de l'edició dels llibres de Linné, proliferaren els noms d'animals i plantes, i moltes vegades hi havia més d'un nom per una determinada espècie (els noms diferents que té un tàxon són sinònims). Quan es donava el cas, el nom d'ús comú era generalment el més descriptiu, o simplement l'utilitzat per l'autoritat més eminent del moment. A això s'afegia que alguns noms de gèneres i alguns epítets específics estaven compostos de més d'una paraula. Aquesta manca d'estabilitat nomenclatural portà el 1813 a l'adopció d'un codi per anomenar les plantes, anomenat Théorie Elémentaire de la Botanique ("Teoria Elemental de la Botànica"). Pel mateix motiu, el 1842 s'adoptà un codi de regles pels animals sota l'ègida de la British Association for the Advancement of Science (Associació Britànica per l'Avenç de la Ciència), anomenat Strickland Code (Codi de Strickland).

### Taxonomia i evolució

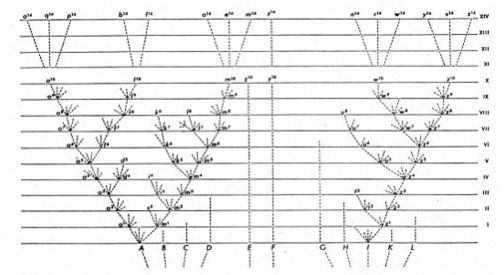
Arbre de la vida dibuixat per Charles Darwin a L'origen de les espècies.

Abans que existís la teoria de l'evolució, es pensava en les relacions entre els organismes d'una manera molt semblant a les relacions entre els països en un mapa. Quan irrompé la teoria de l'evolució a mitjans del segle xix, aviat s'admeté, com ho formulà el mateix Darwin, que el grau de parentesc entre els tàxons (filogènia) havia de ser el criteri per la formació de grups. La publicació del seu llibre L'origen de les espècies el 1859 estimulà la incorporació de teories evolutives a la classificació, un procés que encara avui en dia no està acabat. Un pas crític en aquest procés fou l'adquisició d'una perspectiva filogenètica, a la qual biòlegs com ara Willi Hennig (entomòleg alemany, 1913-1976), Walter Max Zimmerman (botànic alemany, 1892-1980), Warren H. Wagner (botànic estatunidenc, 1920-2000) i molts altres han fet aportacions valuoses. La sistemàtica és la ciència que s'encarrega de relacionar els sistemes de classificació amb les teories sobre l'evolució dels tàxons.
Avui en dia, el desenvolupament de noves tècniques (com l'anàlisi de l'ADN) i les noves formes d'anàlisi filogenètica (que permeten analitzar matrius amb una quantitat enorme de dades) estan produint canvis substancials en les classificacions tradicionals, obligant a desfer grups de llarga tradició i definir-ne de nous. Les aportacions més significatives procedeixen de la comparació directa dels gens i dels genomes. L'auge de l'anàlisi dels gens dels organismes ha invertit el paper de la morfologia, especialment en la taxonomia vegetal: quan fou creada, i durant molts anys, la taxonomia era la ciència que agrupava els organismes segons les seves afinitats morfològiques (i després també anatòmiques, fisiològiques, etc.). Però avui en dia, els organismes són agrupats cada cop més segons les semblances del seu ADN (i recentment en segon lloc, amb suport del registre fòssil i la morfologia) i l'evolució dels caràcters morfològics és interpretada un cop consensuat l'arbre filogenètic. Aquesta situació enriquí el camp de la sistemàtica, i aconseguí una relació íntima d'aquesta última amb la ciència de l'evolució, una relació que anteriorment havia sigut desatesa pels científics, a causa de la quantitat d'imprecisions que hi havia als sistemes de classificació abans de l'arribada de les anàlisis d'ADN. En moltes parts de l'arbre filogenètic, la taxonomia passà a ser únicament la subdisciplina de la biologia que s'encarrega de crear el sistema de classificació segons les normes, i l'estrella passà a ser l'arbre filogenètic en si. Els sistemes de classificació es fan col·laborativament, segons l'arbre filogenètic més consensuat (com ara l'APG II del 2003 per les angiospermes o el de Smith et al. del 2006 per les falgueres), i avui en dia s'utilitzen mètodes estadístics per consensuar els nodes de l'arbre filogenètic.

### Formalització de les normes: els Codis
El que originalment fou la Théorie Elémentaire de la Botanique el 1813 esdevingué l'International Code of Botanical Nomenclature (Codi Internacional de Nomenclatura Botànica, o ICBN) el 1930. Tracta sobre la nomenclatura de plantes i fongs, de diferent manera en cadascun d'aquests grups. El que originalment fou el Strickland Code, format el 1842, i que regulava els noms dels animals, fou revisat per la Comissió Intercional de Nomenclatura Zoològica i rebatejat com a International Code of Zoological Nomenclature (Codi Internacional de Nomenclatura Zoològica, o ICZN) el 1901. El Codi Internacional de Nomenclatura Botànica establí l'any 1753 (el de la publicació de Species Plantarum) com l'any del començament de la nomenclatura botànica moderna, deixant sense efecte els noms publicats per plantes abans d'aquesta data. De la mateixa manera, el Codi Internacional de Nomenclatura Zoològica establí l'any 1758 (l'any en què Linné publicà la desena edició de Systema Naturae) com l'any del començament de la nomenclatura zoològica, deixant sense efecte els noms publicats per animals abans d'aquesta data. Els dos Codis comparteixen els mateixos "principis de nomenclatura" descrits més amunt, i són actualitzats com a resultat dels Congressos Internacionals que se celebren regularment amb aquesta fi.
Amb el temps, els bacteriòlegs, que havien seguit el codi botànic, desenvoluparen el seu propi Codi (Codi Internacional de Nomenclatura de Bacteris) i el mateix feren els viròlegs (estudiosos dels virus) al Comité Internacional de Taxonomia de Virus. Actualment es debat sobre la urgència de formalitzar de manera equivalent la nomenclatura dels gens o les proteïnes.

## Motius per canviar els noms dels tàxons
La descripció formal i tipificació dels tàxons són procediments en què és habitual observar errors i inconsistències, i això passava encara més abans que els codis internacionals reglamentessin aquests procediments molt detalladament. Els noms dels tàxons poden canviar quan es redescobreixen descripcions més antigues del mateix tàxon, i s'aplica el principi de prioritat, o quan s'observa que la descripció original en realitat es referia a un tàxon diferent. Les regles de la nomenclatura indiquen que en aquests casos cal canviar el nom del tàxon sense discussió, però, si per l'extensió de l'ús del nom sembla desitjable conservar-lo, cal promoure una proposició formal davant del comitè corresponent del Congrés Internacional. Aquest pot decidir acceptar-ne la inclusió a la llista de nomina conservanda, noms que es consideren vàlids per raons pràctiques, encara que el seu ús contravingui la regla de prioritat. No solen donar-se aquests dos casos en els grups ben estudiats, i a més, als codis hi ha mecanismes per la supressió de noms pobrament definits en els grups més complicats. Una vegada fixada la taxonomia fonamental d'un grup, és poc probable que els canvis de noms es produeixin per aquest tipus de motius.
El motiu per canviar noms establerts no es troba únicament en l'esmena d'errors de procediment, sinó també en l'evolució de l'opinió científica dels especialistes, inevitable en la mesura en què creix el coneixement. Fins i tot quan les associacions entre els noms i els espècimens tipus han estat establertes d'acord amb totes les regles, els noms poden seguir canviant degut essencialment a dues causes: que els taxonomistes difereixin dels seus predecessors en la seva opinió sobre com s'han de circumscriure els tàxons, o que el descobriment de noves informacions obligui a modificar el criteri.
Per exemple, és molt habitual que, quan se'ls acaba de descobrir, molts organismes rebin un nom d'espècie (o fins i tot de gènere) nou, però que uns anys després un taxonomista que els estudiï arribi a la conclusió que poden hibridar entre si i produir descendència fèrtil, per la qual cosa unifica tots els tàxons en una sola espècie. En aquest cas, tots els noms canvien al nom de la primera espècie descrita del grup, i els antics noms d'espècies queden com a subespècies. Uns anys després, un altre taxonomista pot decidir que aquests grups d'organismes haurien de dividir-se en dues espècies diferents, que a la natura conviuen sense hibridar (encara que puguin fer-ho), i perquè cadascuna de les espècies que proposa forma una unitat monofilètica en una anàlisi de filogènia. Aleshores, als que cauen dins aquesta "nova" espècie, se'ls canvia el nom d'espècie pel nom de l'espècie més antiga descrita dins la "nova" espècie. Més tard, un altre taxonomista podria argumentar que tots els grups originalment descrits són espècies vàlides del mateix gènere, a causa del fet que cadascun d'ells pot ser identificat pel seu conjunt de caràcters morfològics, i que dins de cadascun d'ells hi ha un patró d'ascendència i descendents. En aquest cas, tots els noms d'espècies canviarien al primer nom donat a cada grup quan fou descrit, però tots els noms de gèneres s'unificarien en un de sol, per la qual cosa tots els gèneres passarien a denominar-se com el gènere més antic descrit dins del grup. Tota aquesta inestabilitat dels noms hauria estat únicament a causa de canvis en la "filosofia taxonòmica". Aquestes diferències conceptuals entre taxonomistes són extremament comunes avui en dia, cosa que porta a una gran inestabilitat potencial en els noms dels tàxons.

## Perspectives actuals de la ciència de la taxonomia
En la dècada del 2000 es tornà a posar de moda la ciència taxonòmica dins l'àmbit científic, degut en part als enfocaments revolucionaris als problemes taxonòmics que ofereixen les anàlisis d'ADN i la Internet, i en part a causa de la consciència de la seva utilitat, donada la crisi de biodiversitat actual. Les noves eines disponibles generen un debat sobre la utilitat de les regles de la taxonomia tal com està avui en dia, i es pregunten sobre la necessitat de reformar els Codis de Nomenclatura Zoològica i Botànica.

### Paper de l'ADN en la taxonomia
Les seqüències d'ADN s'utilitzen cada cop més en les anàlisis filogenètiques a causa del fet que uns pocs centenars de bases, amb la seva enorme quantitat de combinacions potencials, són suficients per fer anàlisis d'identificació i parentesc. Per això, alguns autors proposen un paper central de l'ADN en la definició de les espècies, de manera que una mostra d'ADN i la lectura de la seva seqüència de bases hauria de ser un dels caràcters de l'espècimen tipus, i un tipus de marca pel tàxon al qual pertany l'espècimen. S'ha proposat que la seqüència d'ADN serveixi com a caràcters clau, d'ús similar a com s'utilitzaria el codi de barres als supermercats. Aquesta taxonomia basada en l'ADN encara patiria molts dels problemes que tenen la resta d'enfocaments, com per exemple el problema dels límits de la circumscripció dels tàxons. Els canvis de noms que més molesten i avorreixen els biòlegs són els que no es produeixen per deficiències en l'anterior circumscripció dels tàxons, sinó perquè canvien els conceptes utilitzats per definir-los. Un altre problema és que cal decidir quina seqüència utilitzar, car algunes seqüències no donen una informació que diferenciï el tàxon dels altres. Això pot ser perquè un mateix gen pot romandre inalterat durant milions de generacions després de l'especiació, o a causa del fenomen de la introgressió (que fa que un gen que s'havia diferenciat torni al seu estat anterior per atzar). Per tant, de la mateixa manera en què no és convenient confiar en un únic caràcter morfològic per identificar una espècie, tampoc no és convenient confiar en una sola seqüència d'ADN. Encara que la taxonomia basada en l'ADN fos finançada, cal preguntar-se si és necessari afegir un requisit addicional al procés ja lent de descripció de nous tàxons, especialment tenint en compte que es calcula que només el 10% de les espècies del planeta han estat descrites. A causa d'això, probablement la majoria de biòlegs veurien les seqüències d'ADN com un complement, i no com un substitut, de la informació morfològica.
De totes maneres, els codis de botànica i zoologia no especifiquen actualment cap caràcter en particular pel diagnòstic de nous tàxons, de manera que la taxonomia d'ADN ja és vàlida, encara que la descripció de caràcters visibles pot ser d'ús més immediat i definitivament més interessant que la lectura de les seqüències d'ADN. Ja és habitual que les espècies de microorganismes es delimitin per mitjà de mètodes moleculars i, per dilucidar l'arbre de la vida complet, seria clarament útil seqüenciar els mateixos gens en molts tàxons diferents. Per aconseguir-ho, caldria un "projecte genoma horitzontal" i un sistema d'arxiu de l'ADN, més enllà de si l'ADN esdevé un requisit de la descripció de totes les espècies o no.

### Iniciatives taxonòmiques a Internet
Moltes iniciatives taxonòmiques s'han consolidat a Internet. Les més populars dins de l'àmbit científic són possiblement les següents:
- All-Species
- GBIF
- Species 2000 Arxivat 2014-07-01 a Wayback Machine.
- Tree of Life

Existeixen més de cinquanta projectes més arreu del món. Charles Godfray és només un d'entre alguns que recentment proposaren la integració de tota la informació taxonòmica en un únic portal revisat científicament, per substituir el sistema actual de descripcions d'espècies disperses per centenars de revistes a les quals costa d'arribar. El que és cert és que un web universal d'informació taxonòmica només apareixerà quan existeixi un web que doni la millor informació, la més completa, actualitzada, de contingut lliure i fàcil d'utilitzar; aleshores, les altres cauran probablement en desús. Aquesta informació només està unificada actualment en el cas dels bacteris.

### Propostes d'un registre central de noms
El mateix Charles Godfray proposa també una «primera revisió a través del web» com a nou punt de partida de la nomenclatura en cada grup, de manera que els sinònims utilitzats en publicacions anteriors quedessin invalidats a partir de la validació a Internet. Alessandro Minelli, president de la Comissió Internacional per la Nomenclatura Zoològica, també argumenta a favor d'un registre central de noms.
El codi dels bacteris ja té un registre central de noms: tots els noms vàlids dels bacteris són actualment publicats en una única revista, amb una nova data de començament de la nomenclatura fixada el 1980. Es poden esperar reformes similars en els codis dels macroorganismes, però els zoòlegs i botànics encara han de ratificar les propostes. La possibilitat que uns pocs especialistes puguin monopolitzar la nomenclatura fou una de les preocupacions que dugué els botànics a rebutjar la proposta d'un registre central dels noms al Congrés Internacional de Botànica del 1999. Propostes similars foren rebutjades al Congrés Internacional de Zoologia del mateix any. A més, com que molts canvis es deuen a diferències en el concepte d'espècie més que a la confusió sobre la prioritat de noms o la identificació, l'estabilitat dels noms és improbable encara que s'arribés a tenir un registre únic d'ells.

### Propostes de taxonomia sense categories
També cal interrogar-se pel futur de la taxonomia sense categories i el PhyloCode, creat fa uns anys. Els que li donen suport esperen substituir la nomenclatura linneana, basada en categories taxonòmiques, amb un sistema uninomial per anomenar els clades. Aquest enfocament eliminaria el difícil debat sobre quins clades constitueixen un tàxon amb un nom i una categoria taxonòmica corresponents. El PhyloCode no s'arribà a discutir al debat sobre una taxonomia unitària com a mínim fins al 2003. D'altra banda, els sistemes de classificació moderns basats en anàlisis moleculars d'ADN (com ara l'APG II o el de Smith et al.), tot i utilitzar la nomenclatura binomial i les categories proposades per Linné, per sobre de l'ordre o la classe utilitzen clades «flotants» no assignats a categories taxonòmiques. Això pot canviar en el futur, quan les investigacions en filogènia es considerin acabades, o bé pot haver-hi nodes que no siguin associats mai a tàxons, perquè els investigadors estan d'acord que no és necessari anomenar tots els nodes.

### Futur dels codis
Més enllà dels detalls, el que és cert és que tant les propostes d'un registre central de noms, com la taxonomia sense categories i la taxonomia basada en l'ADN argumenten que les regles existents per la nomenclatura taxonòmica són inadequades. Aquests codis són el resultat de segles de debat. Més enllà de les seves febleses, són fites impressionants que poden ser adaptades per reflectir les noves necessitats. Les reformes de la nomenclatura són necessàries constantment, però l'èxit i la universalitat del sistema requereixen que els reformadors actuïn amb seny i només amb un ample consens, per evitar la fragmentació del coneixement existent en múltiples sistemes incompatibles.